# Étienne d'Alexandrie
Étienne d'Alexandrie (Stéphanos d'Alexandrie, en grec Στέφανος ό Άλεξανδρεύς, en latin Stephanus Alexandrinus) (né vers 580, et mort vers 642), est un philosophe, mathématicien, astronome,  alchimiste, probablement médecin, de religion chrétienne. Il fut en faveur à la cour de Byzance au temps d'Héraclius Ier (610-641). De forts arguments tendent à identifier Stéphanos d'Alexandrie le philosophe néoplatonicien et Stéphanos d'Alexandrie l'alchimiste, mais aussi Stéphanos d'Athènes le médecin.

## Éléments biographiques
« Étrange personnage que ce Stéphanos, ou plutôt ces cinq ou six Stéphanos, dont on cherche depuis le XVIIe siècle à former un seul et unique Stéphanos », écrit W. Wolska-Conus dans Stéphanos d'Alexandrie et Stéphanos d'Athènes : Essai d'identification et de biographie.
On sait que l'auteur des textes médicaux a enseigné à Alexandrie ; il est qualifié de φιλόσοφος et le plan de ses cours suggère qu'il appartenait à l'école d'Olympiodore. D'autre part, des sources religieuses indiquent qu'un « sophiste » Stéphanos fut accusé d'hétérodoxie par l'Église monophysite d'Alexandrie vers 581. Autre élément du dossier : Jean Moschus et son ami Sophrone le sophiste (probablement le futur patriarche Sophrone de Jérusalem) suivirent les cours d'un certain Stéphanos à Alexandrie, dans l'église de la Dorothée construite par le patriarche Euloge Ier, entre 580 et 584. 
Quant au philosophe et astronome, on sait qu'il fut appelé à Constantinople par l'empereur Héraclius, sans doute peu après son avènement en 610 ; il porta le titre d'οίκουμενικός φιλόσοφος (l'adjectif οίκουμενικός étant de signification discutée) dans un établissement d'enseignement fondé ou restauré par Héraclius appelé le Πανδιδακτήριον. Selon un texte astrologique de la fin du VIIIe siècle, qui lui est faussement attribué, il enseignait la philosophie platonicienne et aristotélicienne, le quadrivium, l'alchimie et l'astrologie. L'Explication au Commentaire de Théon d'Alexandrie sur les Tables faciles de Ptolémée a été composée à Constantinople en 619, comme il ressort clairement du texte : l'auteur a utilisé des tables astronomiques qu'il avait établies depuis cette ville, remplaçant celles que Ptolémée avait faites pour Alexandrie.
D'autre part on identifie à Étienne d'Alexandrie (notamment depuis l'étude de Mme Wolska-Conus) le professeur de Tychicus de Trébizonde qui fut lui-même professeur du savant arménien Anania de Shirak. Si cette identification est fondée, Étienne devait être mort avant 630 et on ne lui trouva pas de successeur à Constantinople. D'autre part, le récit de Tychicus indique qu'il aurait rencontré son maître illustre mais anonyme à Athènes quelque temps après le début de l'invasion perse en 603.
Autre (probable) élève fameux d'Étienne d'Alexandrie : Théodore de Tarse, né en 602 et qui étudia à Constantinople dans les années 620 ; son élève anglo-saxon Aldhelm de Sherborne vante sa haute compétence en astrologie et sa capacité à dresser un horoscope compliqué.   

## Le commentateur de Platon et d'Aristote
Il est sans doute le dernier représentant de l'école néoplatonicienne d'Alexandrie, commentant Platon et Aristote. On possède de lui des commentaires du De interpretatione, du troisième livre du De anima ; un autre du second livre des Premiers analytiques se trouvait dans un manuscrit détruit lors de l'incendie de 1671 de la bibliothèque de l'Escurial, mais il faut peut-être l'identifier à un commentaire anonyme du même livre, existant sur plusieurs manuscrits, œuvre probable d'un élève d'Olympiodore.
Il existe aussi un commentaire de l'Isagogè de Porphyre, attribué traditionnellement à David l'Arménien ; cependant le début du texte est perdu, et l'attribution est en fait arbitraire. On possède aussi de longs extraits de ce texte sous le nom d'Elias, mais il ne cadre pas avec l'œuvre authentique de cet auteur. Comme l'écrivain syrien Sévère bar Shakako (XIIIe siècle) attribue un tel commentaire à Étienne d'Alexandrie, Mme Wolska-Conus propose d'identifier le « pseudo-David » ou « pseudo-Elias » à Étienne. Cette conjecture est renforcée par le fait que l'auteur du commentaire est familier avec la littérature médicale, et qu'on peut même penser que la médecine était au moins l'une de ses activités principales : c'est un autre indice pour l'identification d'Étienne d'Alexandrie et du médecin Étienne d'Athènes (dit « le philosophe », dont l'œuvre médicale témoigne réciproquement de compétences en philosophie).
Philosophiquement, comme on le voit notamment dans le commentaire du De anima III, Étienne apparaît comme un chrétien adhérant inconditionnellement au dogme et à l'autorité de la Bible, mais réutilisant en même temps les doctrines des auteurs païens sans trop chercher à concilier ces deux sources d'inspiration. En fait, quand il cite les enseignements des païens, il le fait en général avec les incises du genre « selon Aristote » ou « selon certains », qui dégagent sa responsabilité, mais sans aucune atténuation de ce qui pouvait choquer le dogme chrétien : ainsi l'éternité de la matière (« selon Aristote ») ; l'existence du cinquième élément ou éther (« selon certains ») ; le caractère animé (la divinité ?) des corps célestes ; la préexistence de l'âme humaine à son corps. Contrairement au philosophe également chrétien Jean Philopon (v. 490-v. 575), Étienne ne se préoccupe pas de concilier philosophie d'origine païenne et dogme chrétien.

## Le mathématicien
Étienne mentionne lui-même, dans son commentaire au De anima III, un cours d'arithmétique dont il était l'auteur, et qui est perdu.

## L'alchimiste
Stéphanos d'Alexandrie fait partie, avec Synésios, Olympiodore l'Alchimiste, le pseudo-Héliodore, des commentateurs de l'alchimie gréco-égyptienne (Bolos de Mendès, Zosime de Panopolis). On possède notamment sous son nom des séries de discours (ou leçons) Sur l'art divin et sacré et Sur la chrysopée. 
Il se fait de l'alchimie une conception spirituelle :

« Le sage parle par énigmes autant que faire se peut... Les fourneaux matériels, les instruments de verre, les flacons de toute sorte, alambics, kérotakis [plaque de métal posée sur un récipient contenant des charbons ardents, pour fondre la cire, condenser les vapeurs], ceux qui s'attachent à ces vains objets succombent sous ce fastidieux fardeau. »

Il distingue l'alchimie « mythique » (dont il dit qu'elle est « brouillée par un flot de paroles ») et l'alchimie « mystique », et il définit cette dernière comme « l'étude méthodique de la création du monde par le Verbe ». Qualifiée de « mystagogie pratique », elle suppose une ascèse comportant la mortification complète du corps. Des prières sont insérées au début et à la fin des discours, appelant à « la grâce de l'illumination d'en-haut ».
La théorie emprunte à plusieurs systèmes philosophiques antiques : les atomes de Leucippe et Démocrite ; les « éléments primaires » correspondant aux solides réguliers des Pythagoriciens et de Platon ; le modèle stoïcien selon lequel l'esprit, composé de feu et d'air, pénètre toutes les parties du monde et les gouverne, établissant un rapport de « sympathie » entre elles toutes.
Selon la légende, son élève Marianos aurait transmis l'alchimie en Orient, en initiant le prince ommayade Khâlid ibn Yazîd vers 675, en Égypte (J. Ruska, Arabische Alchemisten, t. I : Châlid ibn Jâzid ibn Mu'âwiya, Heidelberg, 1924.)

## L'astronome et astrologue
Outre l'Explication du Commentaire de Théon sur les Tables faciles de Ptolémée, Étienne est l'auteur de travaux de comput qui ont servi de modèle à des tables chronologiques figurant dans des manuscrits postérieurs. Le manuscrit Leidensis BPG 78, particulièrement, présente une liste de rois se terminant avec Phocas, donc sans doute copiée d'un manuscrit datant du règne d'Héraclius, complétée par une seconde liste et des scolies dues à un ou deux astronome(s) actif(s) entre 775 et 813. Le manuscrit Vaticanus graecus 1291, contenant aussi des listes chronologiques associées à des éléments astronomiques, a également pour partie principale la copie d'un original datant du règne d'Héraclius.
Des ouvrages d'astrologie, de même que d'alchimie, voire d'autres formes de divination, ont circulé sous son nom dans les siècles suivants. Le plus célèbre est un texte intitulé D'Étienne, philosophe d'Alexandrie, à son disciple Timothée, traité astrologique, ayant pour objet la nouvelle législation athée de Mahomet, et contenant beaucoup d'autres prédictions sur le futur. Cet ouvrage contient une défense de l'astrologie servant d'introduction à un horoscope (thémation) de l'islam qu'Étienne aurait dressé le 1er septembre 621, lorsqu'un de ses amis, un marchand de retour d'Arabie, lui aurait signalé le début de l'activité de Mahomet. L'horoscope annonce l'avènement du prophète et le règne de ses successeurs, jusqu'à la chute de la nouvelle religion, qui devait survenir deux cents ans plus tard (en 822). Comme la chronologie du règne des califes est juste jusqu'à la mort d'al-Mansour en 775, l'horoscope doit dater de peu de temps après. Malgré l'imposture des prédictions elles-mêmes, certains spécialistes (W. Wolska-Conus, M. K. Papathanassiou) pensent qu'une bonne partie du texte (toute la défense théorique de l'astrologie) est bien de la main d'Étienne.
D'autres prédictions lui étaient attribuées : ainsi, selon la Vie de Basile le Macédonien de Constantin VII Porphyrogénète, examinant l'horoscope de naissance de l'empereur Héraclius, il lui aurait prédit qu'il périrait par l'eau.

## Le médecin
On possède sous le nom d'Étienne d'Athènes un commentaire aux aphorismes d'Hippocrate (transmis en traduction latine), un commentaire de la Thérapeutique à Glaucon de Galien, des scolies sur les Pronostics d'Hippocrate, un traité Sur l'action des médicaments, classés par ordre alphabétique, ouvrage largement inspiré de Dioscoride.
En outre, les textes alchimiques se réfèrent souvent explicitement à la médecine et à la pharmacopée.

### Œuvres
- Explication avec des exemples originaux du Commentaire de Théon sur les Tables faciles (de Claude Ptolémée) διασάφησις ἐξ οἰκείων ὑποδειγμάτων τῆς τῶν προχείρων κανόνων ἐφόδου τοῦ Θέωνος. Explanatio per propria exempla commentarii Theonis in tabulas manuales et Opusculum apotelesmaticum, édi. par Hermann Usener, Kleine Schriften, 4 t., Leipzig/Berlin, Teubner, 1912-1914, t. III, p. 295-319, 266-289.
- Commentaire sur le troisième livre du traité 'De l'âme' d'Aristote : in Jean Philopon, In Aristotelis 'De Anima' libros commentaria, édition par Michael Hayduck, Berlin, 1897, p. 446-607. Trad. an. W. Charlton, P. van der Eijk, H. Blumenthal, P. Van der Eijk : Philoponus, On Aristotle On the Soul, Londres, Duckworth and Cornell University Press, The Ancient Commentators on Aristotle, 2000, 2005, 2006.
- Commentaire sur le traité 'De l'interprétation' d'Aristote (Michael Hayduck (éd.), Stephani in librum Aristotelis de interpretatione commentarium, (= Commentaria in Aristotelem Graeca, vol.18.3, Berlin 1885).
- Les neuf leçons d'Étienne d'Alexandrie sur la Chrysopée (617), à paraître aux éditions Les Belles Lettres, dans la série « Les alchimistes grecs », vol. 6 (« Les commentateurs II »). Trad. ang. F. Sherwood Taylor, The alchemical works of Stephanos of Alexandria, in Ambix, the Journal of the Society for the study of alchemy and early chemistry, no 1, Londres, 1937, p. 116-139 ; no 2, 1938, 38-49. Trad. fr. : M. Berthelot et Charles Ruelle, Collection des anciens alchimistes grecs, 1888-1889. Sur l'art divin et sacré, Sur la chrysopée, etc.
- Leçons : J.-L. Ideler, Physici et medici graeci minores, t. II, 1842.

### Études
- H. Usener, De Stephano Alexandrino, Bonn, 1880.
- Raymond Vancourt, Les Derniers Commentateurs alexandrins d'Aristote. L'école d'Olympiodore. Étienne d'Alexandrie, Facultés Catholiques, Lille, 1941.
- W. Wolska-Conus, « Stéphanos d'Athènes et Stéphanos d'Alexandrie. Essai d'identification et de biographie », dans Revue des études byzantines, 47 (1989), p. 5-89.
- (en) M. K. Papathanassiou, « Stephanus of Alexandria: Pharmaceutical Notions and Cosmology in his Alchemical Work », dans Ambix 37 (1990), p. 121-133.
- (en) M. K. Papathanassiou, « Stephanus of Alexandria: On the structure and date of his alchemical works », dans Medicina nei Secoli: Arte e Scienza 8 (1996), p. 247-266.
- (el) M. K. Papathanassiou, « Στεφάνου Άλεξανδρέως "Άποτελεσματική Πραγματεία" ή "Ώροσκόπιον τού Ίσλάμ" », dans Οι επιστήμες στον Ελληνικό χώρο, Athènes (1997), p. 107-117.
- M. K. Papathanassiou, « L'œuvre alchimique de Stéphanos d'Alexandrie : Structure et transformation de la matière, unité et pluralité, l'énigme des philosophes », dans L'alchimie et ses racines philosophiques : La tradition grecque et la tradition arabe, dir. Cristina Viano, Vrin (2005), p. 113-133 [lire en ligne (page consultée le 6 août 2010)].
- Paul Magdalino, L'orthodoxie des astrologues : La science entre le dogme et la divination à Byzance (VIIe – XIVe siècle), coll. « Réalités byzantines », Lethielleux (2006).
- Dictionnaire des philosophes antiques, CNRS  2010.